# Muoniovaara
Muoniovaara är en ort i Pajala socken i Pajala kommun. Orten ligger vid länsväg 404, cirka 1,5 kilometer från svensk-finska gränsen som går mitt på bron över till Finland och Muonio. Muoniovaara ligger cirka fem kilometer nordost om orten Muonionalusta.  I april 2016 fanns det enligt Ratsit fem personer över 16 år registrerade med Muoniovaara som adress.